# Freitaler
Der Freitaler ist eine Regionalwährung im Raum Freiburg im Breisgau und wurde 2008 von der Initiative „Freitaler – Verein für nachhaltiges Wirtschaften e.V.“ motiviert durch die Finanzkrise ab 2007 ins Leben gerufen. Ziel ist es, den Konsum in Freiburg und der Umgebung zu regionalisieren und nachhaltiger zu gestalten.

## Geschichte und Philosophie
Am 7. Dezember 2004 wurde der Verein „Breisgauer Regional e. V. – Verein für nachhaltiges Wirtschaften“ von Johannes Weiermann, Peter Winkels und Karl Rahner gegründet. In der ersten Satzung wurde festgeschrieben, dass der Verein sich an folgenden Punkten orientieren wolle: Motivation und Freude des Einzelnen regionale Wirtschaftskreisläufe zu fördern und kreativ mitzugestalten und dies ergänzend zum bestehenden Wirtschaftssystem zu tun. Darüber hinaus galten die Verantwortung gegenüber der Natur, die Werte der Demokratie, sowie die Prinzipien der Freiheit, Gleichheit und Geschwisterlichkeit als Grundlage des Vereins. 2005 wurde der Name am 24. Mai in „FreiTaler – Verein für nachhaltiges Wirtschaften e. V.“ geändert. Die Prinzipien der Freiheit, Gleichheit und Geschwisterlichkeit wurden zum zentralen Leitmotiv erklärt. Damit verpflichtet sich der Verein den pluralistischen Werten der Demokratie, der individuellen und gemeinschaftlichen Verantwortung sowie dem Menschenrecht auf freie Selbstentfaltung der eigenen Fähigkeiten und Bedürfnisse im fairen gegenseitigen Wettbewerb. Als Konsequenz wurde in der geänderten Präambel verdeutlicht, dass sich der Verein explizit von nationalistischen oder rassistischen Vorstellungen und Bestrebungen abgrenze. Am 20. März 2012 bekam der Verein den heutigen Namen „Freitaler e.V.“.

## Funktionsweise
Der Freitaler ist an fünf verschiedenen Ausgabestellen im Verhältnis 1:1 gegen Euro eintauschbar. In etwa 70 kooperierenden Läden und Geschäften wird er als gültiges Zahlungsmittel anerkannt und weitergegeben. Idealerweise werden sowohl Mitarbeiter als auch Lieferanten in Freitalern ausbezahlt, um den Umlauf aufrechtzuerhalten. Die teilnehmenden Unternehmen haben noch dazu die Möglichkeit Freitaler in Euro zurückzutauschen. Für den Rücktausch wird eine Gebühr von 2 % des Rücktauschbetrages fällig. Diese Gebühr fungiert einerseits als ökonomischer Anreiz den Kreislauf nicht zu unterbrechen. Andererseits wird das dadurch generierte Geld verwendet, um soziale Projekte in und um Freiburg zu unterstützen. Welche Initiative gefördert wird, kann der Verbraucher/die Verbraucherin beim Umtausch von Euro in Freitaler festlegen.

## Vorteile
Die Vorteile von Regionalwährungen wie dem Freitaler fußen sich auf die drei Säulen ökonomischer, ökologischer und sozialer Vorteile.
Ökonomisch betrachtet setzt der Freitaler Hürden Kapital aus der Region oder auf Finanzmärkte abfließen zu lassen. Die Kaufkraft verbleibt damit in der Region und hilft geographisch beschränkte Wirtschaftskreisläufe zu schließen und zu stärken und kann bei großer Nachfrage sogar Arbeitsplätze vor Ort sichern oder auch ermöglichen.
Da der Konsum regionaler Produkte unterstützt wird, werden Transportwege verkürzt und somit der CO2 -Ausstoß gesenkt. Dadurch wird der Konsum ökologischer. Der soziale Vorteil verbirgt sich in den Rücktauschgebühren, die ein Unternehmen zahlt, wenn es von Freitaler in Euro rücktauschen möchte. Die Gebühren belaufen sich regulär auf 2 % des Rücktauschbetrags und werden an soziale Projekte und Initiativen im Raum Freiburg gespendet. Die Auswahl der Förderprojekte findet beim Eintausch von Euro in Freitaler durch die Nutzer statt. Falls ein Unternehmen die Spendensummer vergrößern will, kann es die Rücktauschgebühr auf 5 %, 7 % oder 10 % erhöhen.

## Sortiment
Die fälschungssicheren Scheine sind im Wert von einem, zwei, fünf, zehn und zwanzig Euro erhältlich und mit individuellen Seriennummern versehen. Alle drei Jahre erscheint ein neues Design des Freitalers für zusätzlichen Schutz. Die Scheine wurden mit diversen Sicherheitsmerkmalen versehen. Das Design der Scheine stammt von Sarah Hunger und Stefan Lautenschläger mit Fotografien von David Lohmüller.
Um Verbrauchern und Unternehmen mehr Komfort im alltäglichen Umgang mit dem Freitaler zu bieten, ist derzeit ein elektronisches Bezahlsystem, der sogenannte „E-Taler“, in Planung.